# Severáček
Severáček je dětský pěvecký sbor při Základní umělecké škole v Liberci založený v roce 1958 Jiřinou a Milanem Uherkovými. Sbor získal ocenění na více než třiceti mezinárodních sborových soutěžích, natočil několik profilových CD. Spolupracuje též s Divadlem F. X. Šaldy v Liberci a s orchestrálními tělesy. Ve třech přípravných odděleních a Koncertním sboru zpívá na 230 dětí ve věku od 4 do 18 let.

## Historie Severáčku
Severáček vznikl v říjnu 1958 na základě předchozích úspěchů se školním sborem Radost, který založila a vedla Jiřina Uherková od roku 1954. V její práci se sborem jí pomáhal jako korepetitor a aranžér písní Milan Uherek. V roce 1958 se manželé rozhodli přeměnit školní sbor na sbor celoměstský, děti ze sboru Radost tvořily jádro nově vzniklého tělesa.

Severáček, jak nové těleso pojmenovaly na základě ankety samy děti, zaštítil tehdejší Krajský dům pionýrů a mládeže v Liberci. Uherkovi nastolili nová kritéria výběru dětí do sboru a vypsali tzv. přijímací konkurzy. Nové adepty přijímali nejen na základě míry jejich hudebního talentu či zdravotního stavu, ale přihlíželi i k vlastnostem dítěte, aby bylo schopno se soustředit a systematicky pracovat, což byla tehdy novinka. Do sboru docházely děti ve věkovém rozmezí od šesti do osmnácti let, bylo tedy nutné sbor rozčlenit na několik sekcí – přípravných sborů. Nadané předškolní děti a žáci z 1. tříd navštěvovali oddělení Broučci zpěváčci I, dětem z 2. tříd byl určen přípravný sbor Broučci zpěváčci II. Pro děti z 3. až 5. tříd bylo zřízeno nejstarší přípravné oddělení Plamínek, kde se již připravovaly na vstup do Hlavního sboru Severáčku. Všechna přípravná oddělení pracovala dvakrát týdně po šedesáti minutách. Přípravná oddělení vedla pouze Jiřina Uherková, Milan Uherek zde působil jako korepetitor. Systém, který manželé Uherkovi v roce 1960 zavedli, je stále platný i po více než šedesáti letech existence sboru a inspiroval množství sbormistrů v tehdejším Československu i v zahraničí. 
"Skoro všechny zdrobněliny v češtině souvisejí obsahově s tvary, od nichž jsou odvozeny: potok - potůček, list - lístek - lísteček. Nenašel jsem vlastně odvozeninu, jež by měla jiný význam. Tím méně se najde zdrobnělina, jež znamená přímý opak svého mateřského slova. Až na jedinou výjimku: zaduje-li severák, přináší zimu a mráz; zazní-li Severáček, všechno roztává; před severákem si vyhrnujeme límec a zapínáme kabát, před Severáčkem otvíráme i svá srdce. Neboť Severáček se stal opravdu synonymem pro všechny ty opačné významy severáku: teplo, jaro, pohodu a radost." Petr Eben 

## Osobnosti Severáčku
Mezi bývalými členy sboru je vedle stovek hudebních pedagogů také mnoho profesionálních hudebníků a pěvců, (mj. operní sólisté (mj. Hannah Esther Minutillo, Aleš Briscein, Iveta Jiříková, Lucie Ceralová). V dětství prošel Severáčkem např. bývalý ministr dopravy prof. Petr Moos.
Po úmrtí Jiřiny Uherkové spolupracovali s Milanem Uherkem v letech 1989–1997 ve vedení Severáčku absolventi pardubické konzervatoře sbormistr Lukáš Černý a klavírista Vilém Valkoun. S nimi Severáček navázal na předchozí úspěchy např. vítězstvími v řecké Preveze v roce 1997 atd.

### Sbormistři Severáčku
Od roku 1997 vedli Severáček Silvie a Petr Pálkovi, Milan Uherek se stal uměleckým poradcem sboru. Mladým sbormistrům se podařilo navázat na uměleckou tradici sboru, přidali další vítězství v soutěžích, vydali další CD, navázali na spolupráci s Divadlem F. X. Šaldy v Liberci, společně se Severáčkem koncertovali mj. v Japonsku, kde sbor reprezentoval na světové výstavě EXPO. Po předčasném úmrtí Petra Pálky po koncertu Severáčku v Athénách v dubnu 2006 pokračuje Silvie Pálková, nyní Langrová ve vedení Severáčku dosud. K předchozím úspěchům přidala vítězství na soutěžích v Praze (2019 a 2009), Bratislavě (2019 a 2013), Riva del Garda (2017), Preveze (2015) ad.
Sbormistry postupně byli:
- Jiřina Uherková, zakladatelka sboru a sbormistryně, 1958–1989
- Milan Uherek, zakladatel sboru a sbormistr, 1958–2012
- Lukáš Černý, sbormistr, 1989–1997
- Petr Pálka, sbormistr, 1997–2006
- Silvie Langrová (Pálková), sbormistryně, 1997 – dosud

## Úspěchy Severáčku
Krátce po svém vzniku se sbor vypracoval mezi špičkové dětské sbory tehdejšího Československa. Vítězil v domácích i zahraničních soutěžích, koncertoval po celé republice i v zahraničí, byl hostem předních hudebních festivalů (Pražské jaro aj.), nahrával v rozhlase i televizi.
Severáček pravidelně natáčí pro rozhlas a televizi, spolupracuje s předními orchestry (např. s Českou filharmonií v prosinci 2018), dirigenty i operními scénami (pravidelná spolupráce s Divadlem F. X. Šaldy v Liberci). Soubor nahrál následující zvukové nosiče:
- SP Úsměvy Severáčku
- LP Elce pelce kotrmelce, 1982; CD Elce pelce kotrmelce, 2004
- LP Severáček
- CD Severáček, 1991
- LP, CD Janáček Little Queens, 1994
- CD Atheneum Kamerorchest, 1993
- CD Severáček 1958–1998, 1998
- CD Vánoce se Severáčkem, 2000
- CD Úsměvy Severáčku, 2002
- CD Milan Uherek dětem, 2005
- CD Vánoce se Severáčkem 2, 2007
- CD Musica sacralis, 2012

Severáček vystupoval na třech kontinentech – ve dvaceti zemích Evropy, v Sýrii a Jordánsku, v USA, Kanadě, Jižní Koreji a v Japonsku. Severáček bývá též hostem Pražského jara i dalších mezinárodních hudebních festivalů (např. Basilej, Paříž, Toronto, Bělehrad, Athény, Barcelona, Brno, Česká Lípa).
V roce 2016 získal Severáček výroční ocenění pro nejlepší český dětský pěvecký sbor Sbor roku 2015, které uděluje Unie českých pěveckých sborů. Mimo to sbor získal řadu cen na domácích i zahraničních soutěžních přehlídkách.

### Další úspěchy
- stovky koncertů Severáčku po celém Československu i v zahraničí (Evropa, Asie, Severní Amerika)
- pravidelný koncertní cyklus Severáčku Zpíváme maminkám, později Jarní koncert Severáčku v libereckém Divadle F. X. Šaldy
- pravidelná natáčení v Československém rozhlasu, Československé televizi
- pravidelná spolupráce s Divadlem F. X. Šaldy v Liberci
- účast na předních hudebních festivalech, mj. Pražském jaru, Lípa musica
- TV dokumenty o Severáčku: Zkouška na koncert (režie Viktor Polesný, 1979), Návraty dokumentaristů (režie Viktor Polesný, 2012)[5]

### Ocenění sbormistrů
Sbormistři Severáčku jsou také individuálními držiteli prestižní Ceny Františka Lýska. Prvními držiteli ocenění byli v roce 1988 Jiřina a Milan Uherkovi, Petr Pálka získal v roce 2003 cenu Sbormistr - junior. Silvie Langrová (Pálková) získala ocenění Sbormistr - junior v roce 2004, Cenu Františka Lýska pak v roce 2017.

## Pocta prvním sbormistrům
Na počest zakladatelů a prvních sbormistrů Severáčku nese od roku 2018 park v Přemyslově ulici v Liberci název Park Jiřiny a Milana Uherkových. Hudební park má v budoucnu sloužit k pěveckým koncertům i dalšímu kulturnímu vyžití. V září 2018 pak byly v parku vysazeny tři stromy, které mají připomínat tři vynikající sbormistry Severáčku - Jiřinu Uherkovou (lípa), Milana Uherka (dub) a Petra Pálku (jasan). U příležitosti 30. výročí úmrtí Jiřiny Uherkové vydalo statutární město Liberec v listopadu 2019 pamětní medaili k poctě zakladatelky Severáčku. Na lícní straně je zobrazen notový zápis začátku písně U Dunaja stála, která připomíná seznámení budoucích manželů Uherkových, na rubu je portrétní fotografie Jiřiny Uherkové z maturitního tabla z roku 1949.

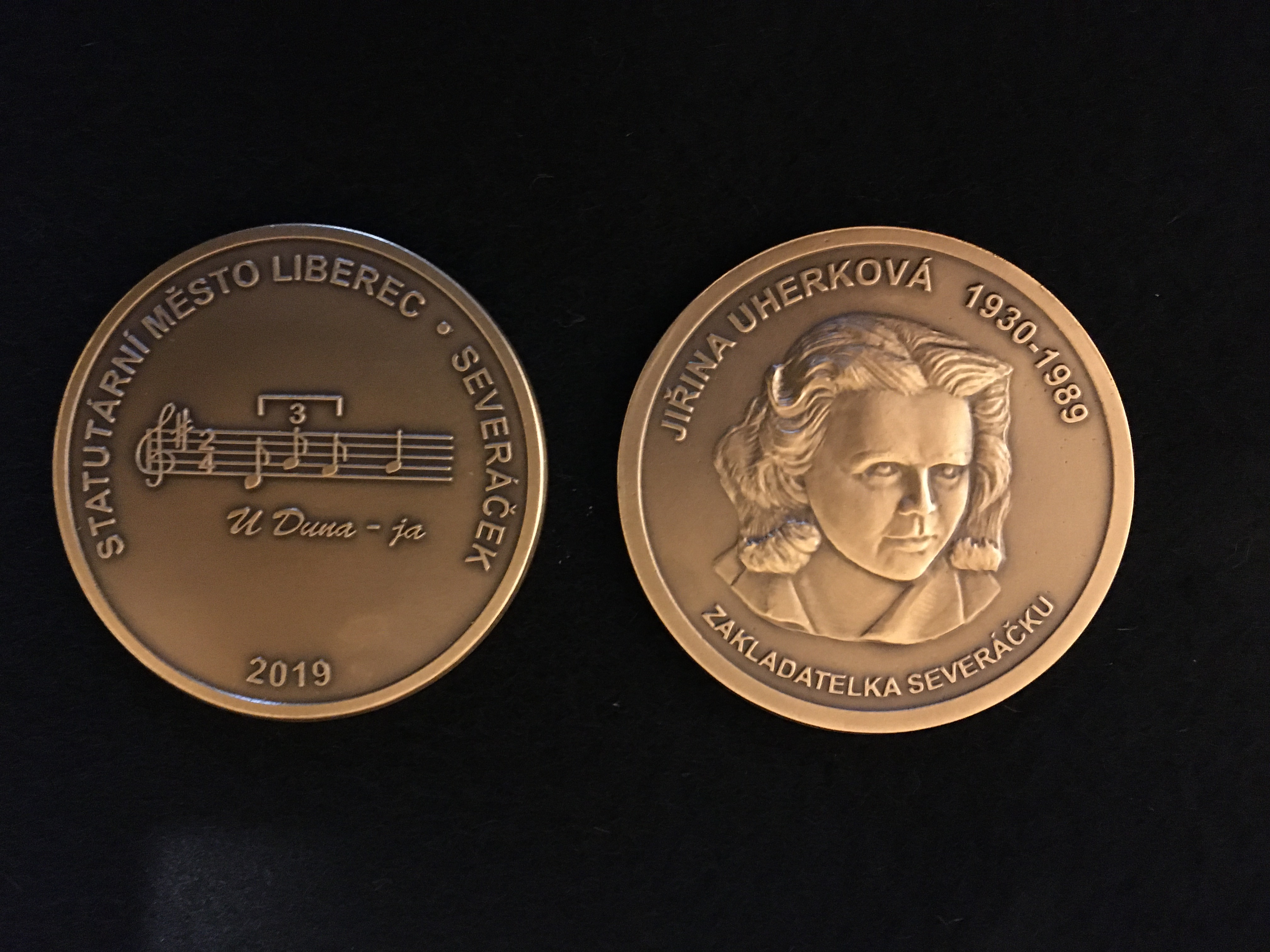
Vzpomínková medaile ke 30. výročí úmrtí Jiřiny Uherkové (2019)